# 도마리촌 (홋카이도 히야마 관내)
도마리촌(일본어: 泊村)은 일본 홋카이도 히야마군에 설치되었던 촌이다. 현재의 에사시정에 해 당한다.